# Robert Broussard
Pour les articles homonymes, voir Broussard.
Robert Broussard, né le 24 avril 1936 à Aulnay-de-Saintonge en Charente-Maritime, est un commissaire de police devenu préfet.
Il participe à la résolution de certaines affaires les plus importantes des années 1970 : l'assassinat de Jean de Broglie, l'enlèvement du baron Édouard-Jean Empain, la prise d'otages de l'ambassade d'Irak à Paris et la lutte contre les réseaux de la French Connection. Il est alors considéré comme un « Super-flic ».
Robert Broussard reste essentiellement célèbre pour avoir été à la tête des forces qui ont abattu Jacques Mesrine, l'ennemi public no 1, le  2 novembre 1979 à la porte de Clignancourt, à Paris, au volant de sa voiture.

## Biographie

### Origine et début de carrière
Fils de Raymond Broussard, cheminot des Deux-Sèvres, et d'Isabelle Gémon, Robert Broussard est plus intéressé par le clairon, le rugby et l'ébénisterie que les études. Il a la vocation de devenir policier par accident : en sauvant une personne des eaux glacées du canal Saint-Martin, il fait la connaissance d'un vieux brigadier, et du même coup de la police parisienne. Entré comme commis stagiaire aux écritures au commissariat d'Argenteuil en 1960, il sera officier de police adjoint de 1961 à 1968 et officier de police judiciaire en 1969 (commissaire). Tout cela à force de potasser le droit tous les jours pendant un an, de 4h à 8h du matin, de 20h à minuit.
Admis en 1969 à l’École nationale supérieure de la Police, il en sort diplômé à l’été 1970. 
Après avoir rejoint la Brigade criminelle, il intègre l'Antigang (Brigade de recherche et d'intervention), dont il aime le côté « commando », comme chef-adjoint en 1972. En août 1973, Raymond Marcellin, ministre de l'Intérieur, propulse le jeune patron bis de l'antigang sur les écrans de télévision pour vanter le dénouement d'une prise d'otages à Brest. Le grand patron de la place Beauvau le dépêche devant les caméras : « Rendez-nous ce service, Broussard. La presse nous bassine avec LIP (affaire Lip). Pendant qu'on parlera de Brest, on ne parlera plus de montres... ». Le commissaire vient de parlementer trente-six heures durant avec un « Breton » et un « Sicilien » qui retenaient une vieille dame. « Un corps à corps psychologique », vante Broussard, qui, dans ces moments graves, peut « uriner un bon coup contre un mur » pour décompresser avant de repartir à l'assaut verbal.
Le 28 septembre 1973, Jacques Mesrine est localisé dans un appartement parisien. Comme celui-ci refuse de se rendre, Broussard est obligé de parlementer avec lui pendant une heure. Mesrine lui demande de glisser sa carte d'identité sous la porte pour démontrer qu'il est bien le commissaire Broussard. S'ensuit une provocation au terme de laquelle les deux hommes se lancent un défi. Broussard doit se placer devant la porte sans armes, à la merci potentielle de Mesrine. Il s'exécute et Mesrine ouvre théâtralement la porte, une bouteille de champagne à la main et cigare aux lèvres. Cette arrestation sera relatée dans la presse.
En 1975, Broussard abat William Zemour (chef supposé du clan des « Z », un gang mafieux de Paris actif dans les années 1960-1970) lors d'une opération menée dans le bar LE THELEME à Paris (5e). Les frères Zémour rescapés mettent un « contrat » sur la tête de Broussard. En plein tribunal, Broussard attrapera par le col Gilbert Zémour et lui dira : « Alors, tu veux me faire descendre ? ».
En 1976, il participe à l'enquête sur l' assassinat de Jean de Broglie.
En 1977, il passe commissaire principal. En 1978, il intervient dans deux autres affaires criminelles très médiatisées :
- Affaire Empain (1978)
- Prise d'otages à l'ambassade d'Irak à Paris (1978)

### Arrestation de Mesrine et polémique (1978-1979)
Le 8 mai 1978, Jacques Mesrine, condamné à vingt ans de prison, s'évade de la prison de la Santé. En pleine cavale, il donne des interviews à des journalistes. Broussard y voit un défi à la police.
Le commissaire principal Broussard est alors le chef de la Brigade de recherche et d'intervention (BRI) de la Préfecture de Police de Paris dont la compétence est limitée à la région parisienne. C'est le commissaire divisionnaire Lucien Aimé-Blanc, chef de l'Office central pour la répression du banditisme (OCRB), service à compétence territoriale nationale, qui est chargé de la mission de retrouver Jacques Mesrine.
Lorsque les policiers d'Aimé-Blanc repèrent la planque de l'ennemi public no 1, rue Belliard à Paris, Maurice Bouvier, alors directeur central de la Police judiciaire, confie à la B RI deRobert Broussard, compétente territorialement à Paris, la mission d'arrêter Mesrine. Bouvier demande à Lucien Aimé-Blanc de mettre ses hommes à la disposition de Broussard.
Le 2 novembre 1979, Robert Broussard se trouve sur la rampe de sortie du boulevard Ney dans la voiture de commandement de l'opération, en compagnie de Lucien Aimé-Blanc et de l'Inspecteur divisionnaire de l'OCRB Emmanuel Farrugia. Un camion bâché de la BRI s'insère dans la circulation devant la voiture de Mesrine. Celui-ci dissimule des tireurs qui, sur ordre de Broussard, ouvrent le feu sur lui et sa compagne. Vingt et une balles sont tirées. On retrouvera dix-huit impacts de balles à haute vélocité sur son corps. Il est tué en possession de grenades et d'armes de poing dissimulées à ses pieds. Sa compagne, grièvement blessée, perd un œil dans la fusillade. Lorsque Broussard, Aimé-Blanc et Emmanuel Farrugia, qui ont quitté précipitamment la voiture de commandement, arrivent au niveau de la BMW, tout est joué : l'ennemi public numéro 1 gît, simplement retenu par sa ceinture de sécurité.
Une polémique, développée par la famille et les amis de Jacques Mesrine, s'ensuivit, soutenant que les policiers n'avaient pas exécuté les sommations d'usage avant d'ouvrir le feu et qu'il s'agissait donc d'un assassinat. Cette controverse a été tranchée le 6 octobre 2006 par la Cour de cassation, qui a déclaré irrecevable le pourvoi en cassation de la famille Mesrine à la suite du non-lieu prononcé le 1er décembre 2005 par la chambre d'instruction de la Cour d'appel de Paris.

### Suite et fin de sa carrière (1982-1996)
Broussard devient le chef de la BRI de 1978 à 1982.
Nommé commissaire divisionnaire en 1982, il occupe le poste de conseiller technique au cabinet de Joseph Franceschi (secrétaire d'État chargé de la sécurité publique).
Il sera successivement nommé commissaire de la République délégué pour la police en Corse en 1983, puis préfet délégué pour la police en Corse.
En 1985, avec l'accord du ministre de l'Intérieur Pierre Joxe, il fonde l'Unité de recherche, assistance, intervention et dissuasion (RAID), dont il confie la direction à Ange Mancini, qui était alors directeur du SRPJ d'Ajaccio. La même année, nommé préfet hors cadre, il officie en tant qu'adjoint opérationnel du Directeur général de la police nationale pour la lutte antiterroriste. Toujours en 1985, lors de la prise d'otages du palais de justice de Nantes par Georges Courtois et ses complices, il est mandaté pour discuter en première ligne avec les preneurs d'otages.
Il continue son ascension hiérarchique jusqu'à être nommé, directeur central des polices urbaines de 1986 à 1992, puis chargé de mission pour la lutte contre l'usage et le trafic de stupéfiants.
En 1992, il prend la direction de la Direction centrale de la Police aux frontières. Il est admis à faire valoir ses droits à la retraite en décembre 1996.

### Après sa retraite
À la suite de la sortie du film Jean-François Richet sur Mesrine en 2008 (L'Instinct de mort), Broussard se réserve le droit de porter plainte en diffamation quant à la manière dont est dépeinte la scène finale où Mesrine est abattu. Mesrine y est achevé d'une balle dans la tête, ce qui ne reflète pas la réalité des faits.

### Famille
Marié avec Mauricette Hillairaud, il a deux enfants : Philippe et Vincent.

## Divers
- Il fut président du Rugby club suresnois[9] et joueur du RAC angérien
- Commandeur de la Légion d'honneur, promu le 13 juillet 2023, officier en 1991[10].
- Commandeur de l'ordre national du Mérite par Charles Pasqua le 3 décembre 1994[11]; officier par Pierre Joxe

## Les grandes affaires
- Lutte contre la French Connection (1971)
- Affaire du Thélème (1975) (Frères Zemour)
- Assassinat de Jean de Broglie (1976)
- Affaire Empain (1978)
- Prise d'otages à l'ambassade d'Irak à Paris (1978)
- Jacques Mesrine (1979)
- La prise d'otages du palais de justice de Nantes de Georges Courtois et de ses complices (1985)
- Office central de lutte contre le crime organisé